# Каст, Роберт Нидхэм
Роберт Нидхэм Каст (англ. Robert Needham Cust; 1821—1909) — английский востоковед и африканист, был английским колониальным администратором и лингвистом. Обучался в Итоне и Хертфорде (Колледж Хейлибери). Работал на Ост-индийскую кампанию в Хошиарпуре и Амбале, Индия. Отошёл от дел в 1867 году и занялся написанием работ по лингвистике.

## Работы
- Draft Bill of Codes Regulating Rights in Land and Land-Revenue Procedure in Northern India (1870)
- A Sketch of the Modern Languages of the East Indies (1878)
- Linguistic and Oriental Essays (from 1880) seven volumes
- Pictures of Indian Life (1881)
- Modern Languages of Africa (1883) two volumes
- Poems of Many Years and Many Places (1887, 1897) two volumes
- Three Lists of Bible Translations Actually Accomplished (1890)
- Africa Rediviva (1891)
- Essay on the Prevailing Method of the Evangelization of the Non-Christian World (1894)
- Common Features Which Appear in All Forms of Religious Belief (1895)
- The Gospel-Message (1896)
- Memoirs of Past Years of a Septuagenarian (1899)
- Oecumenical List of Translations of the Holy Scriptures to 1900 (1900)